# Cantor (cràter)

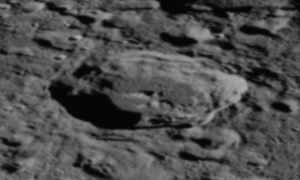
Fotografia de la missió Apol·lo 14

Cantor és un cràter d'impacte que es troba en l'hemisferi nord de la cara oculta de la Lluna. La vora exterior del cràter té una forma clarament hexagonal, lleugerament més llarga en la direcció nord-sud. Les parets interiors pesentan múltiples terrasses, encara que en menor mesura al llarg de la vora occidental. Presenta un pic sota el punt central de la planta.

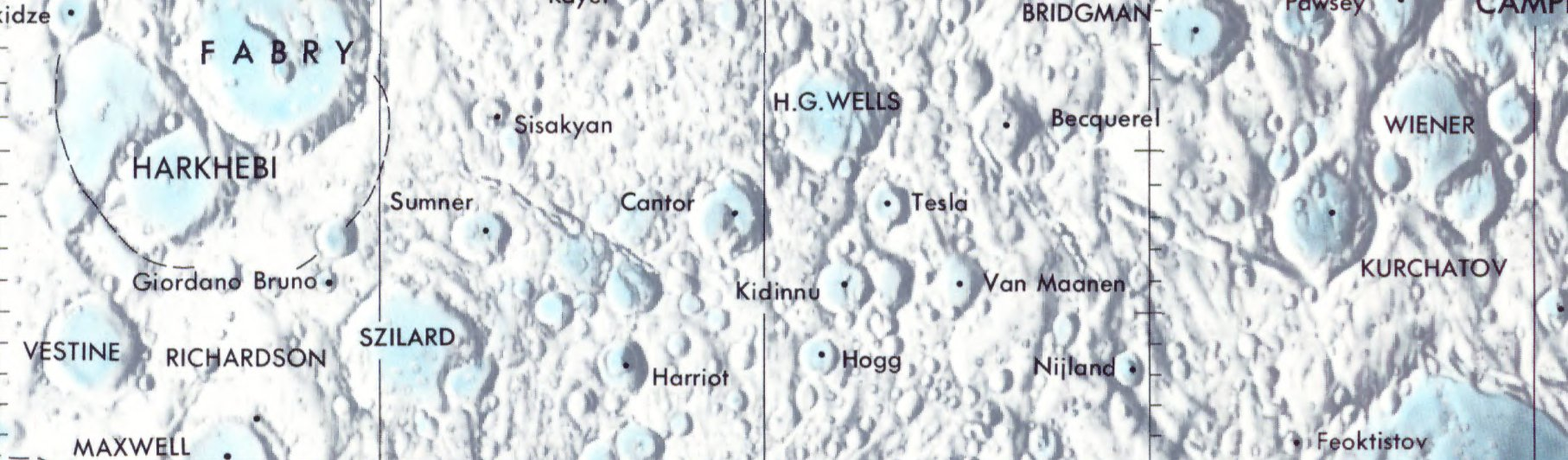
Localització de Cantor (Centre de la imatge)

El terreny circumdant de Cantor està fortament impactat per molts cràters petits. L'antic cràter H. G. Wells, fortament erosionat, apareix al nord-oest. Al sud-est se situa Kidinnu.

## Cràters satèl·lit
Per convenció aquests elements són identificats en els mapes lunars posant la lletra en el costat del punt central del cràter que està més prop de Cantor.
|        | \| Cantor \| Coordenades \| Diàmetre \| \| ------ \| -------------------------------------- \| -------- \| \| C \| 39° 30′ N, 120° 18′ E / 39.5°N,120.3°E \| 21 km \| \| T \| 37° 54′ N, 113° 24′ E / 37.9°N,113.4°E \| 23 km \| |          |
| Cantor | Coordenades | Diàmetre |
| C      | 39° 30′ N, 120° 18′ E / 39.5°N,120.3°E | 21 km    |
| T      | 37° 54′ N, 113° 24′ E / 37.9°N,113.4°E | 23 km    |

## Referències

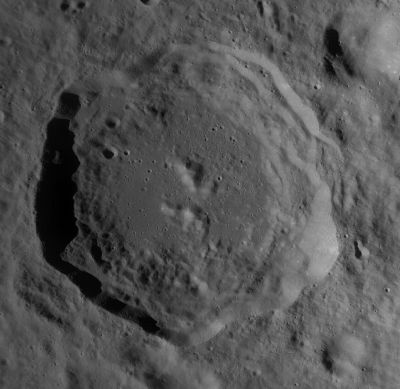
Fotografia de la missió Lunar Reconnaissance Orbiter